# Anatanais
Anatanais är ett släkte av kräftdjur. Anatanais ingår i familjen Tanaidae.
Kladogram enligt Catalogue of Life:
| Anatanais | \| \| Anatanais lineatus \| \| \| \| \| \| Anatanais novaezealandiae \| \| \| \| \| \| Anatanais pseudonormani \| \| \| \| |
|           | \| \| Anatanais lineatus \| \| \| \| \| \| Anatanais novaezealandiae \| \| \| \| \| \| Anatanais pseudonormani \| \| \| \| |
|           | Allotanais |
|           | |
|           | Arctotanais |
|           | |
|           | Hexapleomera |
|           | |
|           | Langitanais |
|           | |
|           | Monoditanais |
|           | |
|           | Pancoloides |
|           | |
|           | Pancolus |
|           | |
|           | Parasinelobus |
|           | |
|           | Protanais |
|           | |
|           | Sinelobus |
|           | |
|           | Singularitanais |
|           | |
|           | Synaptotanais |
|           | |
|           | Tanais |
|           | |
|           | Zeuxo |
|           | |
|           | Zeuxoides |
|           | |
|           | Anatanais lineatus |
|           | |
|           | Anatanais novaezealandiae                                                                                                  |
|           | |
|           | Anatanais pseudonormani |
|           | |

|  | Anatanais lineatus        |
|  |                           |
|  | Anatanais novaezealandiae |
|  |                           |
|  | Anatanais pseudonormani   |
|  |                           |